# 秩序 (電影)
《秩序》（英語：The Order）是2024年上映的加拿大犯罪惊悚片，由賈斯汀·克佐执导，扎克·贝林编剧，改编自1989年出版、由凯文·弗林和加里·格哈特撰写的纪实文学《沉默兄弟会》。故事发生在1980年代，一名联邦调查局探员追踪活跃于美国的白人優越主義组织教团。电影由裘德·洛、尼古拉斯·霍尔特、泰·謝里丹、朱妮·絲莫利特和马克·马龙主演。
电影入选第81屆威尼斯影展主竞赛单元，2024年8月31日首映，角逐金狮奖。

## 剧情
1983年，布鲁斯·皮尔斯和加里·亚伯罗以打猎为借口，将沃尔特·韦斯特骗到树林里并杀害了他。
资深联邦调查局探员特里·哈斯克重新开设了爱达荷州科达伦市的闲置办事处。在调查三K党和意大利黑手党之后，他希望能够获得较轻松的工作量，并希望能说服疏远的妻子和女儿们与自己重建联系。
在华盛顿州斯波坎市，鲍勃·马修斯、皮尔斯、亚伯罗和戴维·莱恩抢劫了一家华盛顿互惠银行分行。之后马修斯分别去看望了怀孕的情妇和妻子，给了她们每人一袋抢劫所得的现金。
在审阅了关于雅利安民族及其创始人理查德·巴特勒的案卷后，哈斯克向当地警长办公室做了自我介绍，并遇到了副警长杰米·鲍恩。鲍恩提出带他去参观巴特勒在爱达荷州海登湖的据点。有着混血家庭的鲍恩告诉哈斯克，失踪数周的韦斯特是他儿时的朋友，也是雅利安民族的成员，曾告诉他该组织在伪造货币。鲍恩怀疑该组织还对最近的一起犹太教堂爆炸案负责，以及包括斯波坎抢劫案在内的一系列抢劫案。哈斯克会见了联邦调查局同事乔安妮·卡尼，她告诉他在抢劫案发生的同一时间，在斯波坎的一家色情商店发现了一枚未引爆的炸弹。韦斯特的妻子向哈斯克和鲍恩指出了皮尔斯和亚伯罗带他去打猎的地点，他们在那里发现了韦斯特的浅坟。
哈斯克和鲍恩去据点拜访巴特勒。巴特勒告诉他们，他因皮尔斯和亚伯罗利用组织的印刷机伪造货币而将他们驱逐出雅利安民族，并否认知晓他们后来的活动。离开时，哈斯克注意到据点教堂里展示着一本书，这本书的副本也出现在韦斯特被谋杀的现场。巴特勒说这是白人至上主义小说《特纳日记》。之后，巴特勒就分裂组织的活动质问马修斯。巴特勒希望在法律框架内工作并让白人至上主义者当选公职，而马修斯则旨在通过国内恐怖主义来推动白人分离主义。巴特勒让助手将《特纳日记》的副本送到鲍恩家中，希望向警方透露马修斯的计划。
亚伯罗炸毁一家色情影院作为掩护，让马修斯带领抢劫运钞车。哈斯克不等增援就试图阻止抢劫，但寡不敌众，而鲍恩因畏缩不前而没有采取行动，这激怒了哈斯克。
在打猎时，哈斯克意识到自己被马修斯监视着，但他当时还认不出对方。两人交谈，马修斯在离开前隐晦地威胁了哈斯克。
鲍恩研究《特纳日记》，并向哈斯克解释说他认为这个现在自称"秩序组织"的分裂组织正在用这本小说作为推翻联邦政府和煽动种族战争的蓝图。马修斯派皮尔斯去丹佛暗杀犹太裔脱口秀主持人艾伦·伯格，后者经常在节目中与打电话进来的反犹主义者争论。马修斯在加利福尼亚州尤凯亚领导了另一起运钞车抢劫案。在犯罪现场掉落的一把枪使警方找到了托尼·托雷斯，这个新招募的成员为马修斯购买枪支。托雷斯成为线人并带领警方前往与马修斯会面。哈斯克再次不等增援就试图逮捕马修斯，引发了枪战。这一次鲍恩迅速行动提供了火力掩护。亚伯罗被捕，马修斯在逃脱时射伤了鲍恩。哈斯克放弃追捕试图救助鲍恩，但鲍恩很快伤重不治。
马修斯与皮尔斯和莱恩撤退到他在华盛顿州惠德贝岛的安全屋，计划向联邦政府"宣战"并策划一次重大恐怖袭击。哈斯克和卡尼率领联邦调查局突袭该房屋。皮尔斯和莱恩试图逃脱但立即被捕，而马修斯则据守反击，击退了试图突击房屋的联邦调查局。哈斯克下令放火逼马修斯出来，当他没有出现时，哈斯克独自进入，希望说服马修斯投降。马修斯拒绝了，当火势引爆大量弹药时，哈斯克被迫撤退。
突袭之后，哈斯克去打猎。当他的步枪瞄准早先那只麋鹿时，电影结束。片尾说明解释道，现实生活中的马修斯死于大火，他的同伙被监禁。

## 演员
- 裘德·洛 饰 泰瑞·哈斯克（Terry Husk），联邦调查局探员
- 尼古拉斯·霍尔特 饰 鲍勃·马修斯（英语：Robert Jay Mathews）
- 泰·謝里丹 饰 杰米·鲍文（Jamie Bowen），年轻的地方警察
- 朱妮·絲莫利特 饰 乔安妮·卡尼（Joanne Carney），联邦调查局探员[4]
- 艾莉森·奥利弗（英语：Alison Oliver） 饰 黛比·马修斯（Debbie Mathews），鲍勃的妻子
- 赫胥黎·费舍尔（Huxley Fisher）饰 克林顿·马修斯（Clinton Matthews），鲍勃的儿子
- 奧黛莎·楊 饰 齐拉·克雷格（Zillah Craig），鲍勃的情人
- 马克·马龙（英语：Marc Maron） 饰 艾伦·伯格，犹太裔电台主持人
- 塞巴斯蒂安·皮戈特（英语：Sebastian Pigott） 饰 布鲁斯·皮尔斯（Bruce Pierce），嫌犯
- 菲利普·福里斯特·莱维茨基（Phillip Forest Lewitski）饰 大卫·莱恩（David Lane），嫌犯
- 乔治·乔尔托夫（George Tchortov）饰 加里·亚伯勒（Gary Yarbrough）
- 维克托·斯莱扎克（英语：Victor Slezak） 饰 理查德·巴特勒（Richard Butler），牧师
- 菲利普·格兰杰（Philip Granger）饰 洛夫特林姆（Loftlinm），警长
- 丹尼尔·多尼（Daniel Doheny）饰 华特·威斯特（Walter West）

## 制作
2023年2月3日，消息指裘德·洛和尼古拉斯·霍尔特将主演电影《秩序》，该片由賈斯汀·克佐执导，扎克·贝林编剧，改编自1989年出版、由凯文·弗林（Kevin Flynn）和加里·格哈特（Gary Gerhardt）撰写的纪实文学《沉默兄弟会》（The Silent Brotherhood），洛兼任制片人，库泽尔和贝林兼任执行制片人。2023年5月，泰·謝里丹、朱妮·絲莫利特、奧黛莎·楊、艾莉森·奥利弗和马克·马龙加盟剧组。
2023年5月8日，主体拍摄在加拿大艾伯塔省启动。

## 发行

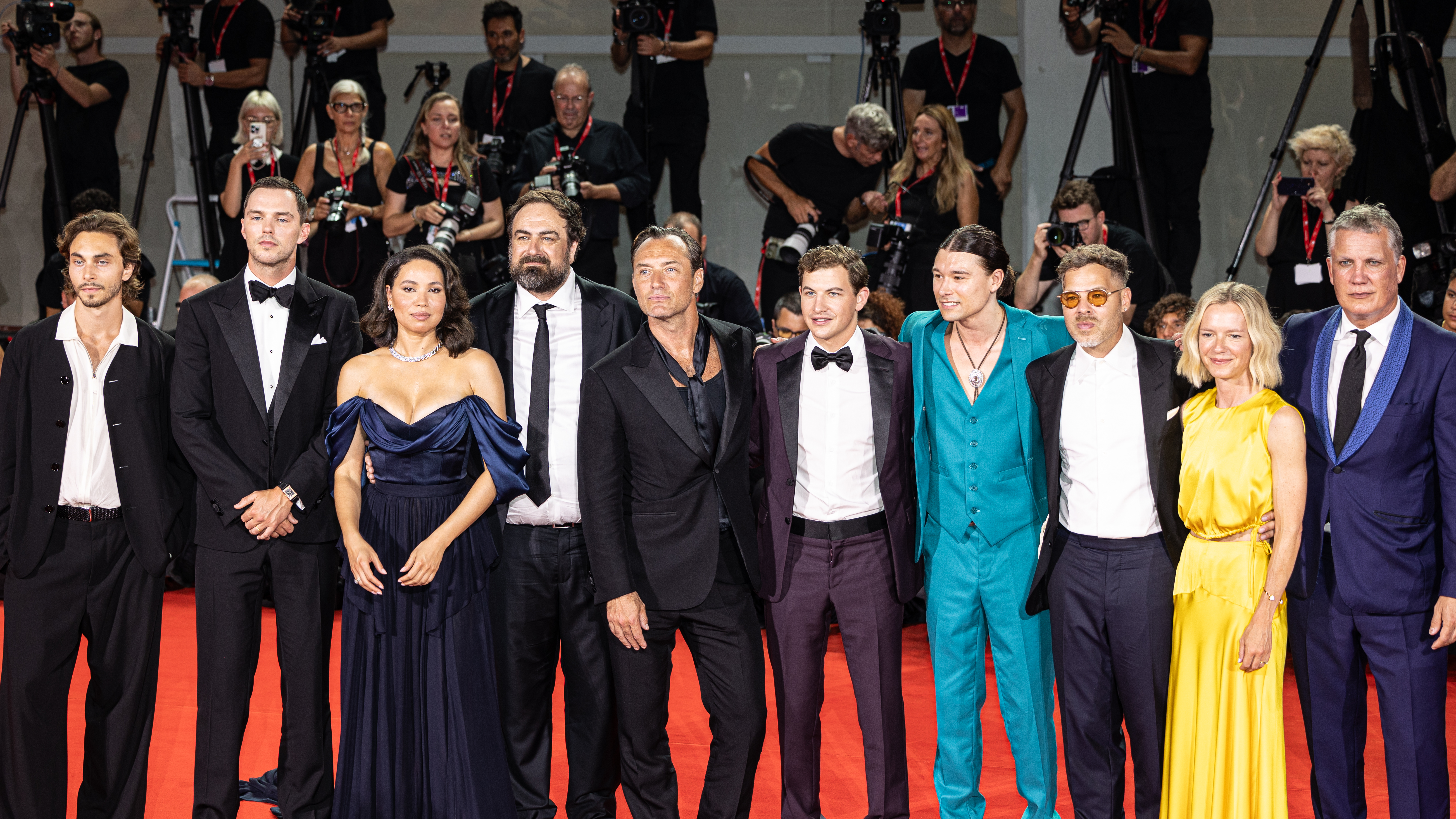
电影主创团队亮相第81屆威尼斯影展

电影于2024年8月31日在第81屆威尼斯影展全球首映，同时入选主竞赛单元，争夺金狮奖。Amazon Prime Video负责电影在美国海外的发行工作。2024年5月，垂直電影公司买下电影美国发行权，定档2024年12月6日在部分院线上映。

## 反响
根据評論匯總网站爛番茄汇总的17篇评论文章，76%的评论家给予该作正面评价，平均打分为6.80分（满分10分）。在Metacritic上，12位影評人共給予了72分的分數（滿分100分），這部電影獲得了「普遍好評」。

### 奖项与提名
| 年份 | 大奖         | 奖项   | 提名者   | 结果 | 参考  |
| ---- | ------------ | ------ | -------- | ---- | ----- |
| 2024 | 威尼斯电影节 | 金狮奖 | 《秩序》 | 提名 | [ 9 ] |